# Константинопольський університет
Константинопольський університет (грец. Πανδιδακτήριον, «Пандідактеріон» або «вища школа») — вищий навчальний заклад, що розташовувався в м. Константинополі, столиці Візантійської імперії з 425. Від чого була поширена назва — Константинопольська вища школа. У 717—802 за Ісаврійської династії називалася «Вселенська школа» (грец. Οικουμενικόν Διδασκαλείον). У 855—856 виникла назва щодо зазначеного навчального закладу — Магнаврська вища школа (грец. Πανδιδακτήριο της Μαγναύρας) від Магнаври.

## Історія
Ця школа заснована була візантійським імператором Феодосієм II у 425 році. А в середині IX століття оселилася у дворі Магнавра на периферії Великого палацу. Тому назва «Магнаврська вища школа» виникла пізніше в порівнянні з «Константинопольська вища школа».
Афінаїда та Пульхерія вплинули на становлення школи. А 27 лютого 425 року був виданий указ імператора Феодосія II, що регламентував організацію школи. У школі не викладали богослов'я, бо викладання теології відбувалося в Патріаршій школі. За часи візантійського імператора Юстиніана I школа стала незалежною. Під час правління імператора Фоки (602—610) ця школа припинила свою діяльність, але була відновлена імператором Іракліоном (610—641). У згаданій школі викладали тридцять професорів:
- п'ятнадцять — викладали на грецькою мовою граматику, літературу;
- п'ятнадцять — навчали латиною римську літературу, філософію, право.

Константинопольський університет мав значний вплив на формування й розвиток вищої освіти у Європі в період Середньовіччя. Його викладачами та випускниками було багато визначних діячів візантійської культури. Деякі історики освіти, особливо грецькі, вважають Константинопольську вищу школу першим університетом у Європі в сучасному розумінні цього слова.
Подібні до Константинопольської вищої школи навчальні заклади існували ще в період Римської Імперії, це були т. зв. «атенеї» («атеніуми»). У 135 році було створено перший Атеней у м. Римі, пізніше, за його взірцем, у містах Ліон і Нім у Галлії. У 425 році, за правління імператора Феодосія II, створено атеней у Константинополі.
У середині IX ст. вищу школу в Константинополі було відроджено і переведено в Магнавру — розкішний зал-палац для церемоній у Великому Константинопольському палаці (звідси й друга назва — «Магнаврська школа»). Відбулося це завдяки двом відомим візантійським діячам того часу:
- Лев Математик[ru], візантійський математик і механік, архієпископ Фессалонік, він ініціював відновлення школи;
- Барда, візантійський державний діяч вірменського походження, фактичний регент при малолітньому імператорі Михаїлі III.

Саме тоді організація Константинопольської вищої школи почала нагадувати пізніші середньовічні європейські університети. Лев Математик, який був однією з найосвіченіших осіб свого часу, став першим ректором вказаного університету.
Упродовж більшого періоду свого існування Константинопольський університет був світським навчальним закладом. Лише у XIII ст. освіту переведено на церковну основу. В університеті здійснювалася підготовка чиновників, дипломатів, воєначальників. Освіту отримували діти візантійських імператорів, візантійської аристократії, заможні й високого роду вихідці з інших країн — сусідів Візантії. В основі освіти було оволодіння християнськими моральними цінностями, вивчалася класика богослов'я. В університеті були також міцні філософські традиції платонізму й аристотелізму. Значною мірою саме завдяки діяльності університету збережено для наступних поколінь чимало філософських і наукових творів античності. Викладачами школи зібрано велику бібліотеку античних рукописів. Викладачі також створювали власні компіляції різноманітних античних творів у галузі законознавства, історії та агрономії; врешті греки знали про Платона, Аристотеля, Евкліда і навіть про кулястість планети Земля.
За час свого існування університет зазнав декількох реорганізацій. З періоду латинського завоювання (1204) він поступово занепадав в умовах латинократії.
В університеті молодих людей навчали таких предметів: медицина, філософія, риторика, право, арифметика, геометрія, поезія, музика, астрономія, географія, ботаніка й інші. Викладання ще з часів існування Константинопольського атенею здійснювалося наполовину грецькою мовою та латиною, проте згодом почала переважати грецька. Студенти також вчили сирійську мову й іврит.
Проіснувала до часу захоплення міста турками в 1453 році.

## Викладачі
Серед викладачів Константинопольського університету було чимало визначних державних і релігійних діячів візантійської культури (від 27 лютого 425 року — відкриття Константинопільського університету):
- Михайло Пселл,
- Максим Сповідник,
- брати Кирило і Мефодій,
- патріарх Фотій,
- Георгій Акрополіт,
- Анфемій Траллський
- Євстафій Солунський,
- Ісидор Мілетський,
- Стефан Візантійський,
- Варлаам Калабрійський,
- Йоанн VIII Ксифілін,
- Іоанн Лід[ru] (*490 — †по 565),
- Стефанос Олександрійський[en] (*до 580 — †бл. 642),
- Атанасіос Емеський[en] (6 ст.),
- Георгій Кіпрський[en] (7 ст.),
- Лев Математик[ru] (*бл.790 — †бл. 870)
- Іоанн Євхаїтський[ru] (*бл. 1000 — †бл. 1070),
- Іоанн Італ[ru] (*бл. 1025 — †по 1085),
- Євстратій з Нікеї[pl] (*бл. 1050 — †бл. 1120),
- Симеон Сет[en] (11 ст.),
- Феодор Вальсамон (*бл. 1140 — †по 1199),
- Михаїл з Ефесу[en] (12 ст.),
- Михаїл Італікос[en] (12 ст.),
- Мануїл Москопул[ru] (*1265 — †1316),
- Мануїл Холобол[en] (*бл. 1245 — †бл. 1310),
- Іоанн Хортасменос[en] (*1370 — †1437),
- Іван Аргіропул (*1415 — †1487),

й багато інших.

## Випускники
Серед тих, хто навчався в університеті, була не лише візантійська молодь, але й вихідці з Центральної Європи, країн Балканського півострова, Закавказзя. Випускниками згаданого університету були майбутні візантійські імператори, патріархи, воєначальники, науковці. Зокрема, вищу освіту в ньому здобули
- болгарський цар Симеон І Великий,
- угорський король Бела III,
- сербський цар Стефан Урош IV Душан,
- король остготів Теодоріх Великий,
- булгарський хан Кубрат,
- візантійська принцеса Анна Комніна,
- донька грузинського царя Марія Багратіоні,
- хозарська принцеса Чичак,
- візантійський історик Лев Диякон,
- візантійський історик Никита Хоніят,
- візантійський письменник Михайло Хоніат,
- визначний іконописець Феофан Грек,
- один з перших європейських гуманістів архієпископ й кардинал Віссаріон Нікейський,
- маронітський патріарх Іоанн Марон[en],
- патріарх Константинопольський Микола III,
- Анастасій Бібліотекар,
- Флавій Ардабурій Аспар,
- Петро Іверський,
- Георгій Афонський,
- Михайло Атталіат[ru],
- Іоанн Педіасімос[en],
- Іоанн Хумн[en],
- Іоанн Бікларський[ru],
- Арефа Кесарійський[ru],
- Єфрем Малий[ru],
- Лазар Парпеци,
- Іоане Петріци[ru],
- Марк Ефеський,
- Іоанн Кукузель,

і багато інших.